# Kontea
Kontea (in greco Κοντέα?; in turco Türkmenköy) è un villaggio di Cipro. Il villaggio si trova de facto nel distretto di Gazimağusa della Repubblica Turca di Cipro del Nord, mentre de iure appartiene al distretto di Famagosta della Repubblica di Cipro.
Nel 2011 il villaggio aveva 782 abitanti.

## Geografia fisica
Il villaggio è situato nella Messaria meridionale, 3 km a est di Lysi.

## Origini del nome
Il nome del villaggio ha origine all'epoca della dominazione dei Lusignano o di quella veneziana a Cipro e significa originariamente "contea" in italiano.  Nel 1975, i turco-ciprioti cambiarono il nome in Türkmenköy, che significa "villaggio dei turcomanni".

## Storia
Il villaggio era una volta di proprietà della chiesa ortodossa di Cipro e fu confiscato dalle autorità ottomane nel 1821. Il villaggio e la sua grande fattoria furono rilevati nel 1823 da un proprietario terriero di nome Lapierre, che era anche un amico intimo del governatore ottomano. Durante questo periodo Kontea era conosciuta come Kondea Çiftliği, o la fattoria di Kondea. Dopo che Lapierre fuggì dall'isola nel 1833, la fattoria fu trasferita ad un altro proprietario terriero di origine levantina di nome Mattei, che era anche l'ex socio in affari di Lapierre. Tuttavia, egli fallì e vendette le sue azioni agli abitanti del villaggio attraverso la banca ottomana negli anni 1880. Il villaggio prese la sua forma attuale all'inizio del periodo britannico. Durante il periodo britannico, era prevalentemente abitato da greco-ciprioti.

## Società

### Evoluzione demografica
Nel censimento ottomano del 1831, vivevano in Kontea solo due musulmani (solo i maschi furono contati). Il villaggio allora era solo una fattoria, che era chiamata Kondea Çiftliği. Tuttavia, durante il periodo coloniale britannico il villaggio fu abitato prevalentemente da greco-ciprioti con una piccola minoranza turca. I musulmani (turco-ciprioti) lasciarono il villaggio dopo il 1946. La popolazione di Kontea aumentò costantemente da 301 abitanti nel 1891 a 1.305 nel 1960.
Tutti gli abitanti del villaggio fuggirono o furono espulsi nel 1974. La maggior parte fuggì tra luglio e agosto di quell'anno dall'esercito turco che avanzava verso la parte meridionale dell'isola. Attualmente, come il resto dei greco-ciprioti sfollati, i greco-ciprioti di Kontea sono sparsi nel sud dell'isola, soprattutto nelle città. Il numero dei greco-ciprioti di Kontea sfollati nel 1974 era di circa 1360 (1359 nel censimento del 1973).
Dopo il 1974, il villaggio fu popolato da turco-ciprioti sfollati dai villaggi di Platanisteia, Agios Thomas, Anogyra, Avdimou, Paramali nel distretto di Limassol e Pano Archimandrita, Fasoula, Melandra, Vretsia, Agios Georgios nel distretto di Paphos. Vivono a Kontea anche alcuni turco-ciprioti sfollati da varie località del distretto di Larnaca, così come un piccolo numero di persone provenienti dalla provincia turca di Adana che vi si stabilirono nel 1976.

## Economia

### Servizi
La South Mesaoria Social Facility per Kontea e Pergamo è stata costruita con l'aiuto dell'Unione Europea.

## Sport

### Calcio
Il Türkmenköy Aydın Sports Club è la squadra di calcio di Kontea che gioca nella Federazione calcistica di Cipro del Nord dal 1977.